# The Complete Limelight Sessions
The Complete Limelight Sessions é uma coletânea das músicas gravadas pela cantora Shania Twain, antes de ela ter assinado o contrato com a gravadora Mercury Nashville, ou seja, antes da sua fama, mais precisamente entre os anos de 1989 e 1990. Foi lançado nos Estados Unidos em 23 de outubro de 2001 na sequência do fenomenal sucesso de Come on Over. É a única coleção autêntica dos trabalhos anteriores de Shania Twain produzidos por Harry Hinde. As músicas desse álbum foram feitas por Twain no final da década de 1980 e inicio dos anos 90 e nenhuma das delas foi oficialmente lançada na época, mas somente depois que Shania começou a fazer sucesso, o que despertou o interesse da Universal Music pelos seus primeiros trabalhos, reunidos então nessa coletânea.

## Faixas
Todas as faixas escritas por Shania Twain e Paul Sabu, exceto onde anotado.
1. "It's Alright" (Larry Graham) - 3:24
2. "Love" - 2:40
3. "All Fired Up, No Place to Go" - 3:19
4. "The Heart is Blind" (Paul Janz, Rhonda Fleming) - 3:42
5. "For the Love" (Bobbi Martin, Al Mortimer) - 2:48
6. "Wild and Wicked" - 3:33
7. "I Ain't Gonna Eat Out My Heart Anymore" (Lori Burton, Pamela Sawyer) - 3:20
8. "Send it With Love" - 3:55
9. "Half Breed" (Al Capps, Mary Dean) - 2:52
10. "Hate to Love" - 4:01
11. "Bite My Lip" - 2:45
12. "Two Hearts One Love" - 3:44
13. "Rhythm Made Me Do It" - 3:51
14. "Luv Eyes" - 3:34
15. "Lost My Heart" - 4:26
16. "Don't Give Me That" - 3:47
17. "It's Alright" (Edited Club Mix) (Graham) - 3:40
18. "The Heart is Blind" (Single Mix) (faixa bónus)